# ラール (ヴェストファーレン)
ラール (ドイツ語: Laer、ドイツ語発音: [laːr]) は、ドイツ連邦共和国ノルトライン＝ヴェストファーレン州ミュンスター行政管区のシュタインフルト郡に属す町村（以下、本項では便宜上「町」と記述する）である。
「ae」と綴る表記は、1996年以前の法律とすでに食い違っていたため、地名に関する常設委員会の勧告に従って修正されなかった。

## 地理

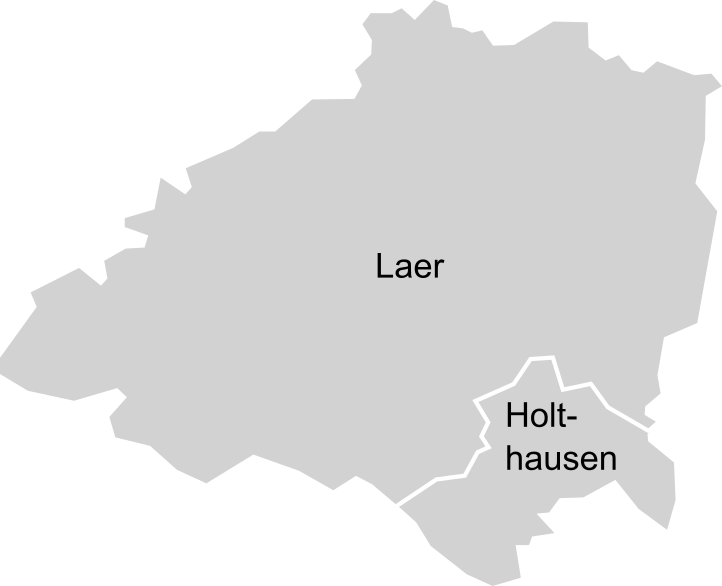
ラールの地区図

この町はミュンスターの北西 25 km に位置している。
ラールは、西はホルストマール、北はシュタインフルト、東はアルテンベルゲ、南はビラーベックおよびローゼンダールと境を接している。
ラールは、ラール地区とホルトハウゼン地区からなる。ホルツハウゼンはラールの南約 2 km に位置しており、人口は約 600人である。

## 歴史
ラールは1134年にヴェルナー司教の文書に初めて記録されている。1484年にバルトロメウス教会の建設が始まった。
ヘンリヒ・ヴァルクは1484年にラールの教区教会の最初の礎石を設置した。
1592年、八十年戦争に伴い、ラール、ボルクホルスト、レールはスペインによって略奪された。
1803年までこの町はミュンスター司教領のアムト・ホルストマールに属した。帝国代表者会議主要決議により、ラールを含むアムト・ホルストマールはザルム＝ホルトマール伯領となった。ラールは1806年にベルク大公国に併合され、1811年から1813年までフランス領となった。ウィーン会議での協定に基づき、ラールは1815年にプロイセン領となった。1841年にアムト・ラールが創設された。このアムトにはラールとホルトハウゼンが属した。
1969年7月1日にアムト・ラールは解消され、アムトに属さない町村ラールが形成された。隣村のホルトハウゼンはラールに合併した。

## 住民

### 宗教
6,600人の住民（2018年7月1日現在）のうち、63.4 % がローマ＝カトリック、12.7 % が福音主義の信者である。23.9 % が組織化されていない宗教を信仰している。

## 行政

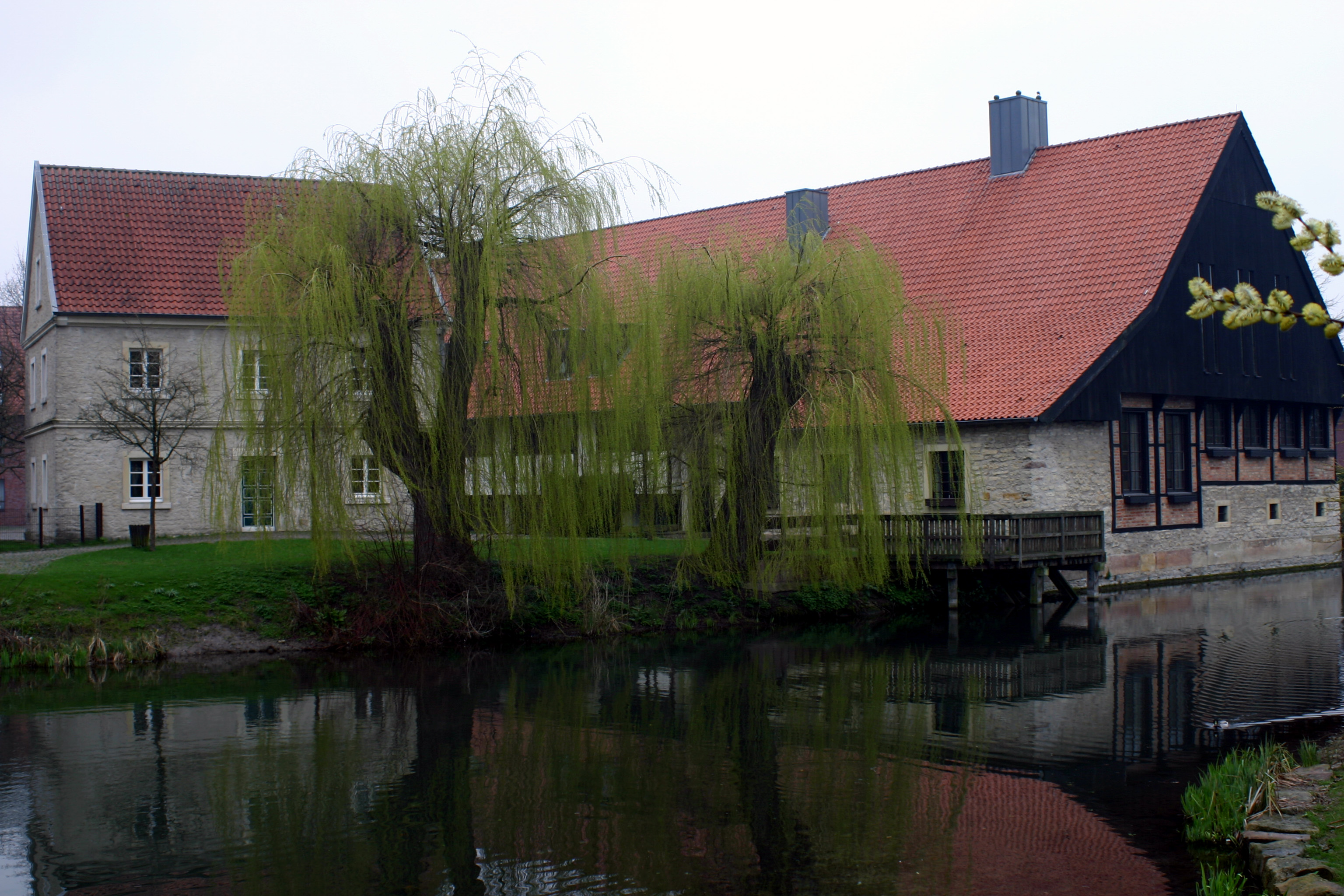
ラールの町役場

### 議会
ラールの町議会は、20議席である。

### 首長
町長が専任となった1999年以後の町長は以下の通りである:
- 1999年 - 2009年: ハンス＝ユルゲン・シムケ（同盟90/緑の党）
- 2009年 - 2015年: デトレフ・プランゲ（無所属）
- 2015年 - : ペーター・マイアー（無所属、SPDとFDPとの共同推薦）

2015年9月27日の町長選挙でペーター・マイアーは 61.5 % の票を獲得して当選した。対立候補は、当時現職のデトレフ・プランゲであった。ペーター・マイアーは2015年10月21日に町長に就任した。

### 紋章
図柄: 金地に、銀色の嘴と爪をもち、飛び立とうとする黒いハヤブサ。

### 姉妹自治体
ラールは以下の町村と姉妹自治体関係にある。
- バーダースレーベン（ドイツ、ザクセン＝アンハルト州ヒュー（ドイツ語版、英語版）町内）
- ゲナンジュ（ドイツ語版、英語版）（フランス、モゼル県）

## 文化と見所

### 博物館
ホルスケン博物館では、木靴作りを肩越しに見ることができる。この博物館には、木靴作りのマイスターとその家族がどのように暮らし、仕事をしたかを示しており、様々な種類の木材からこの町特有の形の木靴をいかに作りだし、犯罪しているかを展示している。

### 建築

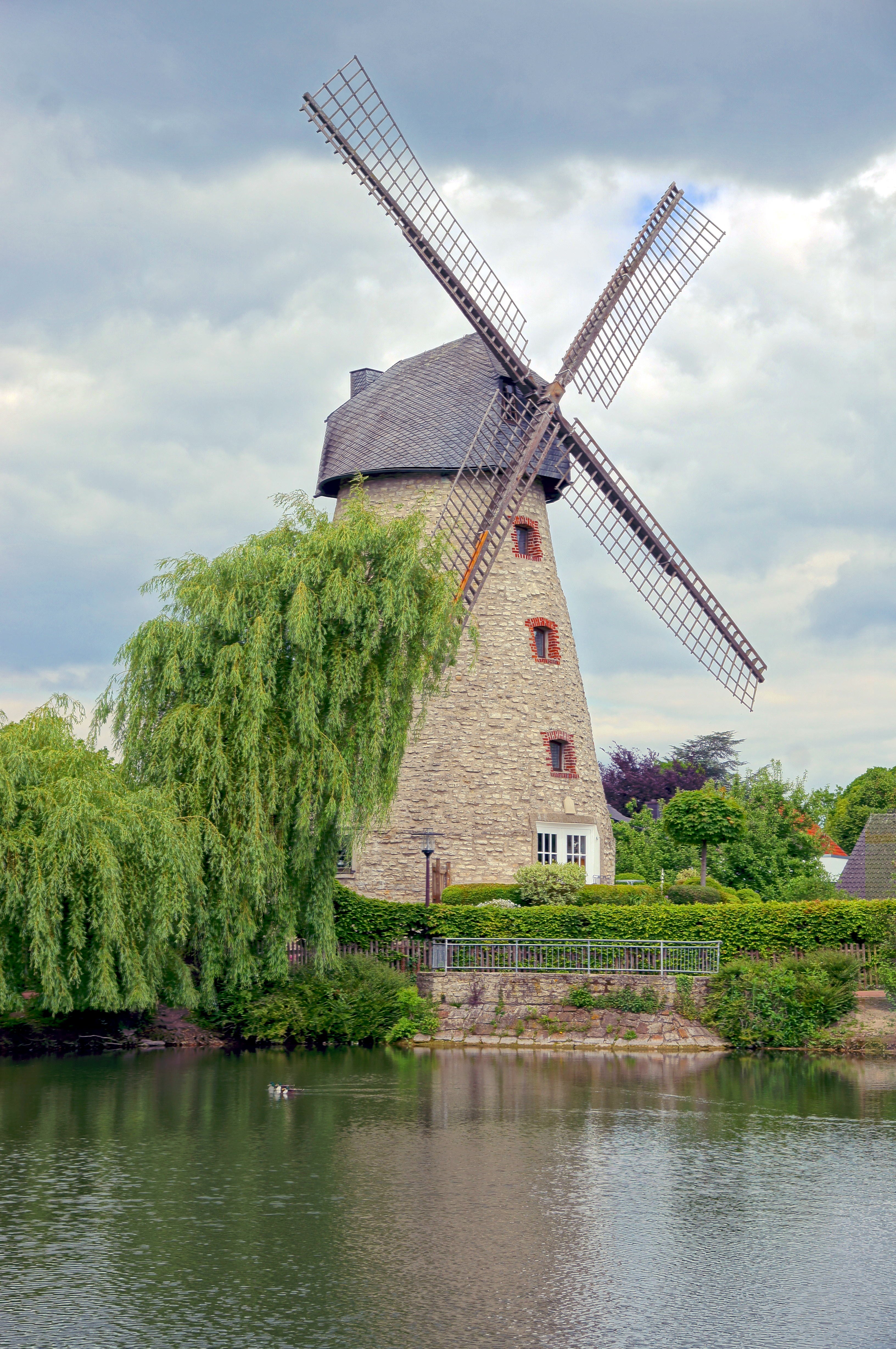
カップ水車

- カップ風車（またはカッペン風車）: この建物は現在では居住目的で利用されている。特別な場合には、翼を電動で動かすことはできるが、現在翼は解体されている。歴史的な町役場、町役場の池、周囲の公園とともに魅力的なアンサンブルを形成している。この風車は、町役場の近くにある。
- 後期ゴシック様式のバルトロメウス教会
- 聖マリエン教会（ホルトハウゼン）

- 聖バルトロメウス教会
- 聖マリエン教会

### 自然文化財
樹齢500年を超えるセイヨウボダイジュ「ハイデンバウム」は、ダルフェルダー通り沿いの町の入り口にある。このセイヨウボダイジュの下には、「ハイデンクルース」がある。これは石積みの基壇の上の高い台座上に建てられた薄い灰色の砂岩で作られた十字架である。ハイデンクロイツ（直訳: 異教徒の十字架）は、伝承によれば聖エーヴァルディ兄弟と関連付けられており、キリスト教化を記念している。この丘はもともと裁判と埋葬の場として利用されていた。後にハイデンバウムの下に、おそらくラーレ裁判所の裁判長席が設けられた。1990年の激しい嵐によってセイヨウボダイジュの樹冠部が折れ、ハイデンバウムは現在、木の痕跡だけが遺されている。

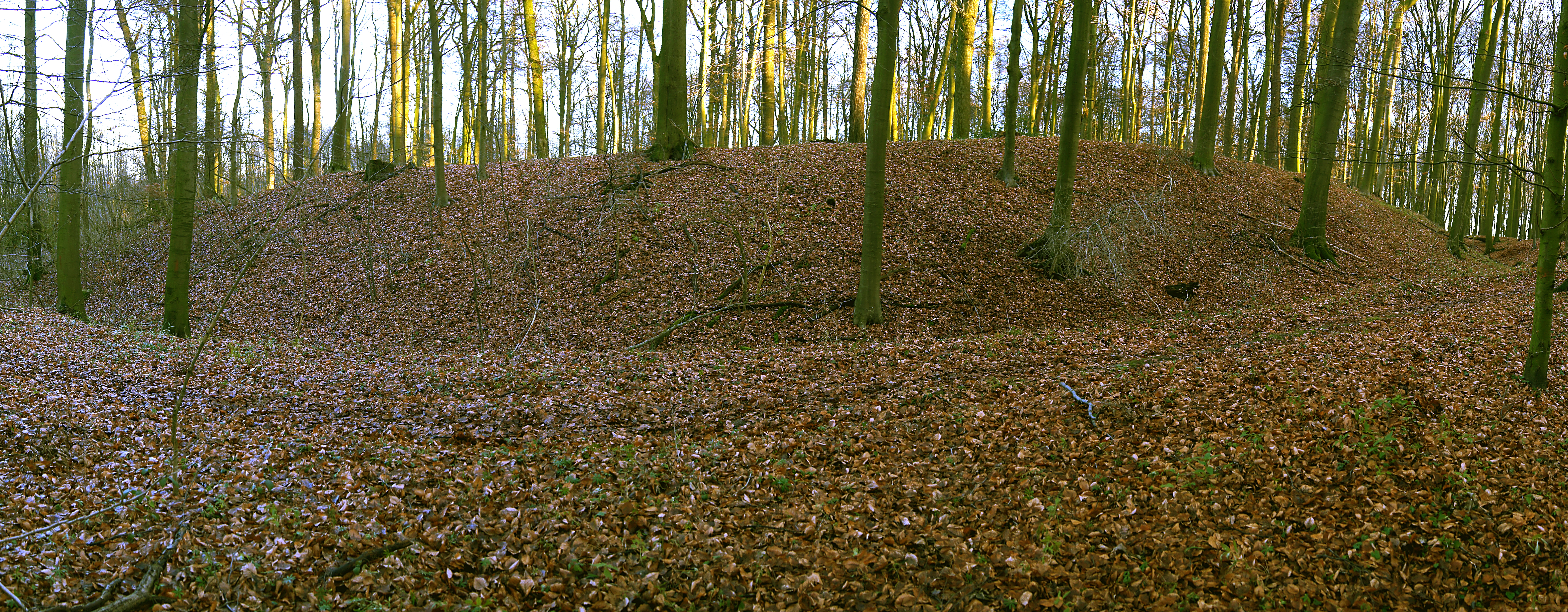
オルデンボルク城趾

### 文化財
ラールの西の森（ボルクと呼ばれる）の中に、北西ドイツ地域で最も重要な避難城砦の1つであるオルデンボルク（オルデンブルク）がある。この防衛施設は、5世紀に造営され、1050年頃に理由は不明であるが放棄された。1189年に「旧城砦」として初めて文献に現れる。土台構造は遺されていない。1956年/57年にヴェストファーレン考古学委員会によってこの古い避難城砦を文化財として保存する基盤が整備された。ここは牧草地を造るために整地されそうになっていた。

### スポーツ
1908年10月18日に「体操・スポーツクラブ・ラール 08」(TuS ラール 08) が設立された。2008年には100年記念で様々な活動が行われた。
TuS ラール 08 は会員数約 1,250人（2009年春時点）の、この町で一番大きなクラブとなった。このクラブには、バドミントン、サッカー、ランニング、テコンドー、卓球、体操、バレーボールの7つの部門がある。

## 経済と社会資本

### 教育
ラールには、幼稚園 2園、託児所 3か所、基礎課程学校 1校（ヴェルナー＝ロレヴィンク基礎課程学校）がある。ホルトハウゼン地区には幼稚園がもう 1園ある。この他に、音楽学校「ムジーク・アクティーフ」、シュタインフルト音楽学校やシュタインフルト市民大学のコースが受講可能である。

### 交通
ラールは、郡道 L550号線、L555号線、L579号線、郡道 K72号線、K75号線が通っている。連邦アウトバーン A1号線のミュンスター北インターチェンジまでの距離は約 16 km、A31号線のコースフェルト/ゲシャー・インターチェンジまでは約 29 km である。
高速バス路線 S70（フレーデン - アーハウス - ラール - ミュンスター）が1時間または30分間隔で運行している。
最寄りの駅は、アルテンベルゲとシュタインフルト（ミュンスター - グローナウ）にある。

## 人物

### 出身者
- ヴェルナー・ローレヴィンク（ドイツ語版、英語版）（1425年 - 1502年）カルトジオ会の修道士。著述「Fasciculum Temporum」で知られる。